# 25 mei
25 mei is de 145ste dag van het jaar (146ste dag in een schrikkeljaar) in de gregoriaanse kalender. Hierna volgen nog 220 dagen tot het einde van het jaar.

## Gebeurtenissen
- Algemeen
  - 1728 - Frederik Lodewijk van Nassau-Ottweiler wordt opgevolgd door zijn achterneven Karel en Willem Hendrik II van Nassau-Usingen.
  - 1979 - Een DC-10 van American Airlines verliest vlak na de start in Chicago een motor, waardoor het toestel neerstort en alle 273 inzittenden de dood vinden.
  - 1985 - Doordat een tyfoon met windkracht 12 om ongeveer 3 uur 's nachts langs de kust van Bangladesh raast, komen grote gebieden onder water te staan.
  - 1990 - De Britse premier Margaret Thatcher roept op internationale actie te ondernemen om de stijging van de temperatuur op aarde tegen te gaan.
  - 2005 - Studio Brussel-presentator Peter Van de Veire vestigt het wereldrecord crowdsurfen met 14 minuten en 37 seconden.[1]
  - 2012 - In het Finse stadje Hyvinkää schiet een 18-jarige schutter vanaf een dak meerdere mensen neer, twee overlijden aan hun verwondingen.[2]
  - 2015 - Op de Galapagoseilanden ten westen van Ecuador komt de vulkaan Wolf tot uitbarsting.
  - 2024 - De Amerikaanse rapper en zangeres Nicki Minaj wordt op luchthaven Schiphol gearresteerd in verband met het in bezit hebben van softdrugs. Ze mag na het betalen van een boete haar reis voortzetten. Minaj toont via haar sociale media een livestream van de situatie en deelt ook mee dat de gevonden spullen (joints) van haar beveiliger waren.[3]
- Kunst en cultuur
  - 1895 - Iers toneelschrijver en dichter Oscar Wilde wordt schuldig bevonden aan sodomie en moet voor twee jaar de gevangenis in.
  - 1910 - Expositie van Les Indépendants in Parijs.
  - 2024 - In het Koninklijk Theater Carré in Amsterdam speelt de Nederlandse cabaretier Youp van 't Hek de laatste voorstelling van zijn carrière.[4]
- Media
  - 1964 - David Sutch vaart naar legerfort Shivering Sands om Radio Sutch te beginnen.
  - 1977 - Star Wars: Episode IV: A New Hope (toen nog gewoon Star Wars genaamd) in première.
  - 2011 - Na 25 seizoenen presenteert Oprah Winfrey de laatste aflevering van The Oprah Winfrey Show op de Amerikaanse televisie.[1]

- Oorlog
  - 1085 - Alfons VI van León herovert Toledo op de Moren.
  - 1862 - Eerste Slag bij Winchester tijdens de Amerikaanse Burgeroorlog. Beslissende Zuidelijke overwinning.
  - 1940 - De Slag om Duinkerken begint.
  - 1990 - Troepen van de Liberiaanse president Samuel Doe melden de herovering van de stad Buchanan.
  - 1995 - Zes gevechtsvliegtuigen van de NAVO vernietigen twee munitiedepots, vlak bij Pale, het bolwerk van de Bosnische Serviërs.
  - 1995 - De Sri-Lankaanse president Chandrika Kumaratunga verklaart de opstandige Tamil Tijgers (LTTE) opnieuw de oorlog. "Wij wilden een politieke oplossing, maar de LTTE heeft ons een oorlog opgedrongen", aldus Kumaratunga.
  - 2000 - Israël trekt zich terug uit Zuid-Libanon en eindigt de bezetting.
  - 2016 - De Taliban benoemen Haibatullah Akhunzada tot nieuwe leider. Hij volgt Mullah Mansour op, die door een Amerikaanse droneaanval om het leven is gekomen.
- Politiek
  - 556 v.Chr. - Nabonidus verdringt Labashi-Marduk van de troon van Babylon.
  - 1521 - Keizer Karel V vaardigt op de Rijksdag van Worms het Edict van Worms uit, dat Maarten Luther vogelvrij verklaart.
  - 1895 - De republiek van Taiwan wordt gesticht, met Tang Ching-sung als president.
  - 1946 - Onafhankelijkheid van Jordanië.
  - 1965 - Roel van Duijn en anderen brengen een pamflet uit, dat geldt als het begin van de Provobeweging.
  - 1969 - Kolonel Jafaar Mohammed Numeiri pleegt een staatsgreep in Soedan die ten koste gaat van de regerende UMMA Partij van Sadiq al-Mahdi.
  - 1977 - Bij de Tweede Kamerverkiezingen in Nederland wint de PvdA onder leiding van Joop den Uyl tien zetels.
  - 1979 - Honderd mensen worden in Cotonou, de hoofdstad van Benin, bij verstek ter dood veroordeeld vanwege hun betrokkenheid bij de mislukte staatsgreep op 16 januari 1977.
  - 1990 - Naar schatting vijfhonderd Franse, Amerikaanse, Britse en Nederlandse vrouwen en kinderen worden met twee Franse vliegtuigen uit Gabon geëvacueerd vanwege aanhoudende politieke en sociale onrust in het West-Afrikaanse land.
  - 1997 - Muitende soldaten plegen een staatsgreep in Sierra Leone en jagen de democratisch gekozen president Ahmad Tejan Kabbah het West-Afrikaanse land uit.
  - 2012 - Het bloedbad van Houla in Syrië.
  - 2014 - Petro Porosjenko wint de Oekraïense presidentsverkiezingen.
- Recreatie
  - 1971 - De Efteling opent de attractie Diorama.
- Religie
  - 1914 - Paus Pius X creëert dertien nieuwe kardinalen, onder wie zijn opvolger, de Italiaanse aartsbisschop van Bologna Giacomo della Chiesa.
  - 1985 - Paus Johannes Paulus II creëert 28 nieuwe kardinalen, onder wie de Nederlandse aartsbisschop van Utrecht Ad Simonis en de Belgische curieprelaat Jean Jérôme Hamer.
  - 2006 - Paus Benedictus XVI brengt een vierdaags bezoek aan Polen.
  - 2021 - Costa Rica wordt lid van de OESO.
- Sport
  - 1898 - Oprichting van de Slowaakse voetbalclub 1. FC Tatran Prešov onder de naam ETVE Prešov (Eperjesi Torna es Vivo Egyesület).
  - 1935 - Jesse Owens loopt en springt vier wereldrecords binnen één uur bij wedstrijden in Ann Arbor, Michigan.
  - 1940 - Opening van het Estadio Ramón Tahuichi Aguilera in Santa Cruz de la Sierra, Bolivia.
  - 1982 - Het Nederlands voetbalelftal fungeert als sparringpartner van Engeland, dat zich wel heeft geplaatst voor het WK voetbal 1982. In Londen wint de thuisploeg met 2-0 door goals van Tony Woodcock en Paul Mariner. Bij Oranje zwaaien Jan Peters en Tscheu La Ling af als international. Ajax-verdediger Peter Boeve maakt zijn debuut.
  - 1988 - PSV wint de Europacup I (voorloper van de Champions League) door Benfica in de strafschoppenreeks te verslaan.
  - 1995 - Gastland Zuid-Afrika opent het derde officiële wereldkampioenschap rugby door titelverdediger Australië met 27-18 te verslaan.
  - 2005 - Liverpool FC wint de Champions League door AC Milan na penalty's te verslaan na een zinderende wedstrijd.
  - 2007 - De Deense oud-wielrenner en Tour de France-winnaar van 1996, Bjarne Riis, bekent het gebruik van epo.
  - 2013 - Het vrouwenteam van FC Twente is als eerste ploeg kampioen geworden van de BeNe League door een thuisoverwinning van 3-1 op Standard Luik.
  - 2013 - Bayern München wint de geheel Duitse finale van de UEFA Champions League 2012/13 door met 2-1 van Borussia Dortmund te winnen.
  - 2014 - Malavath Purna bereikt als jongste vrouw en jongste Indiër ooit de top van de Mount Everest.
  - 2025 - Voetbalclub Union Sint-Gillis is voor de twaalfde keer Belgisch landskampioen in de Eerste klasse A, 90 jaar na hun vorige titel.[5]

- Wetenschap en technologie
  - 1842 - Christian Doppler houdt in Praag zijn beroemde voordracht: "Über das farbige Licht der Doppelsterne und einige anderer Gesterne des Himmels".
  - 1948 - Andrew Moyer verkrijgt octrooi op zijn methode voor de massaproductie van penicilline.
  - 1961 - De Amerikaanse president John F. Kennedy kondigt aan dat tegen het einde van het decennium een Amerikaan op de maan zal lopen en veilig terugkeren (Project Apollo).
  - 1973 - De Skylab SL-2 missie wordt gelanceerd; de eerste bemande vlucht naar Skylab.
  - 2007 - Google introduceert Street View. Er zijn vooralsnog alleen enkele steden in de VS te bekijken.

## Geboren

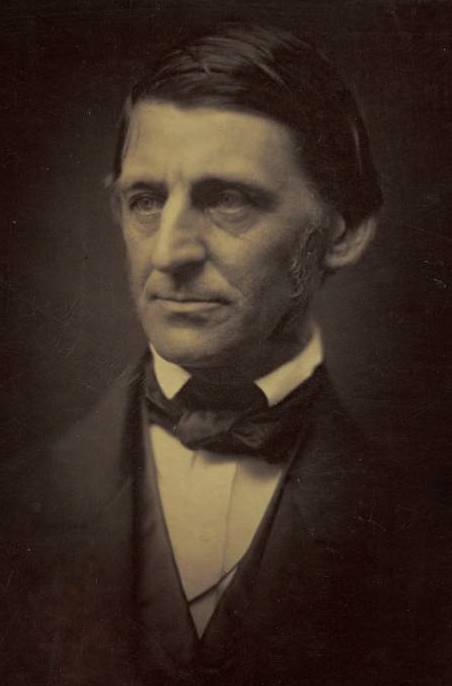
Ralph Waldo Emerson
geboren in 1803

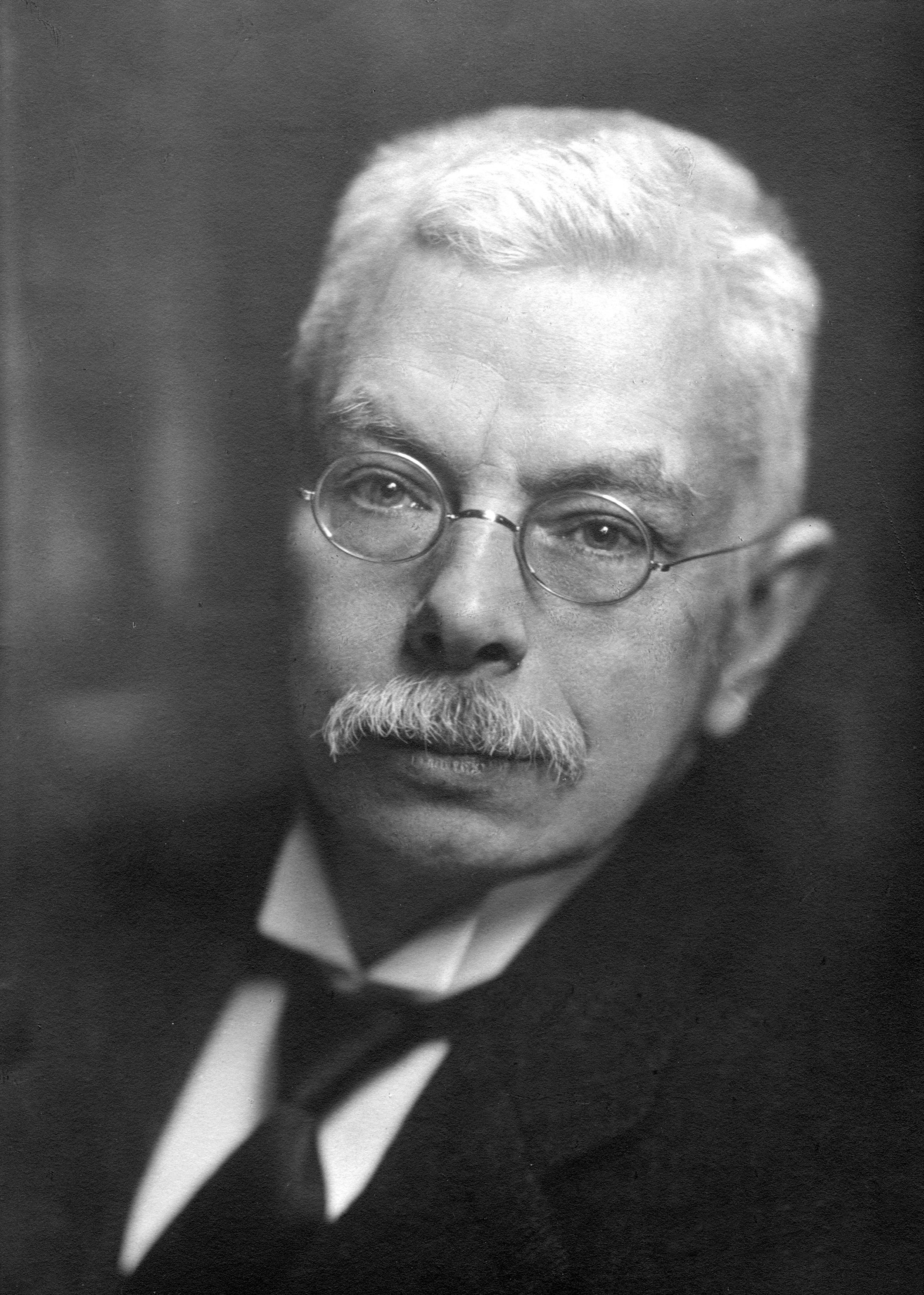
Pieter Zeeman
geboren in 1865

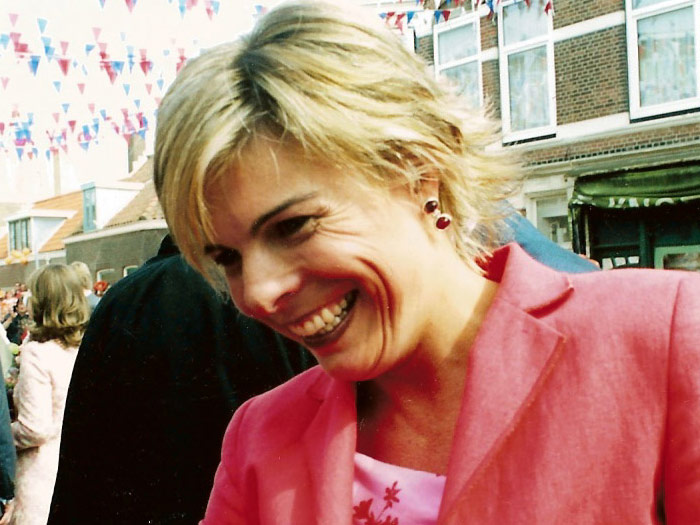
Laurentien Brinkhorst
geboren in 1966

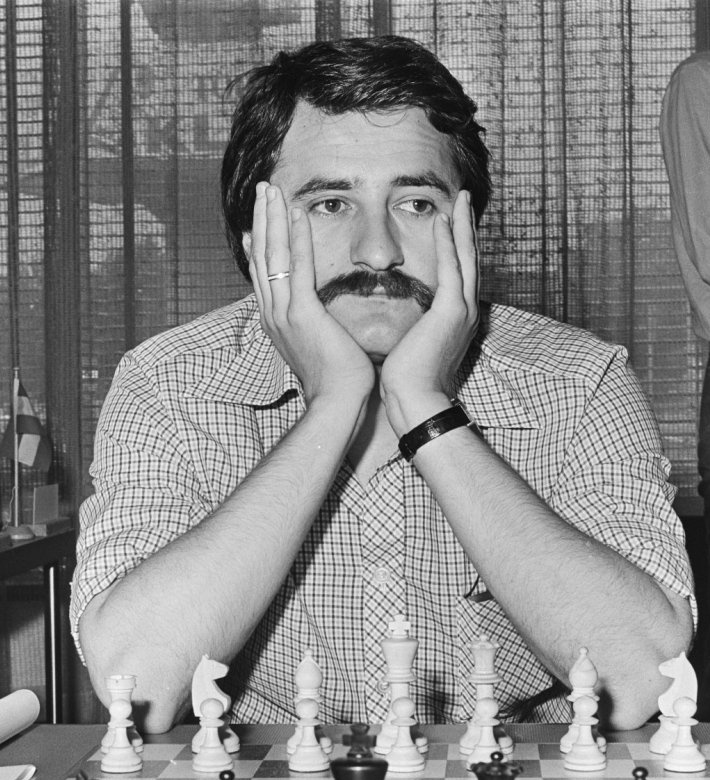
Krunoslav Hulak
geboren in 1951

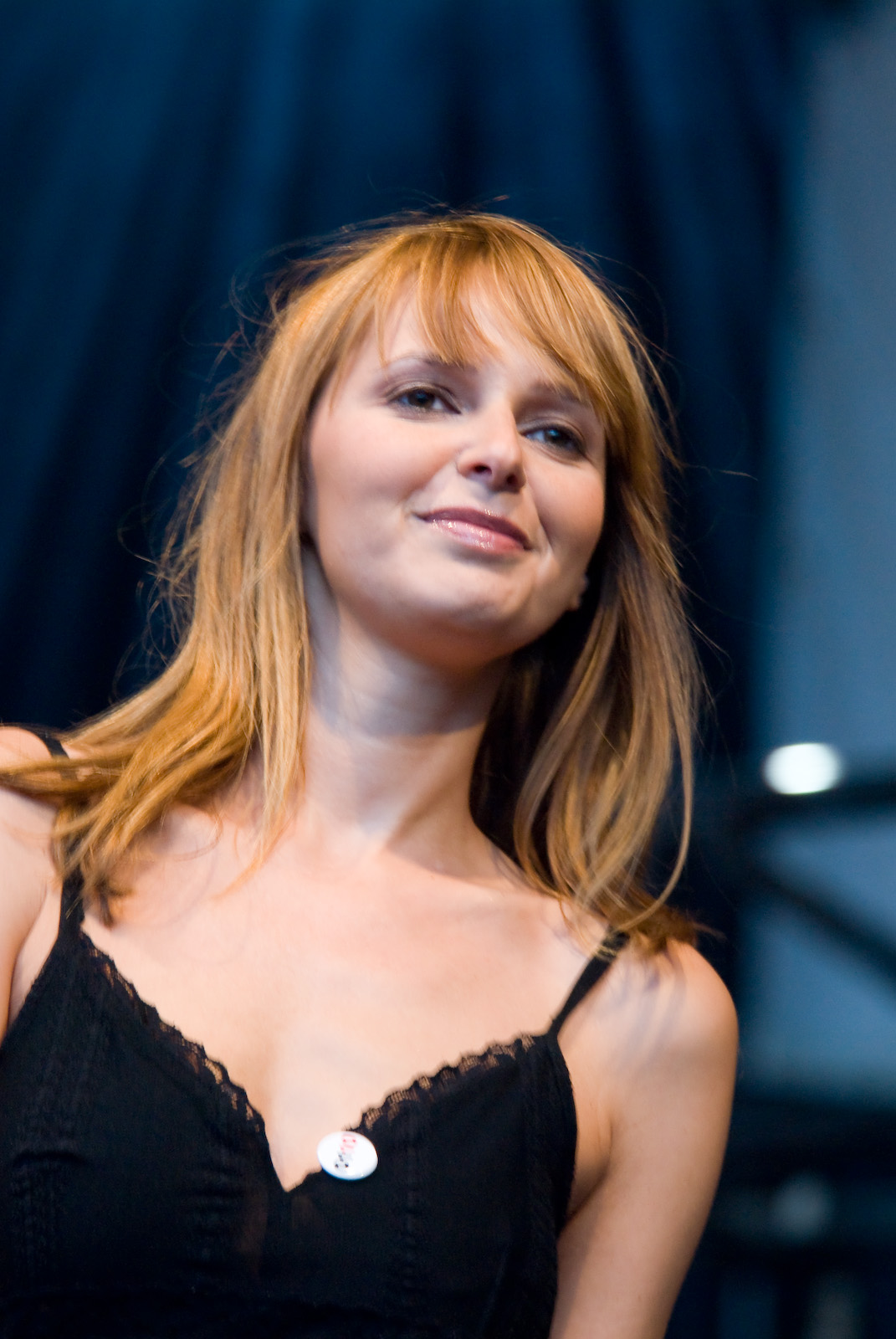
Isabelle Adam
geboren in 1975

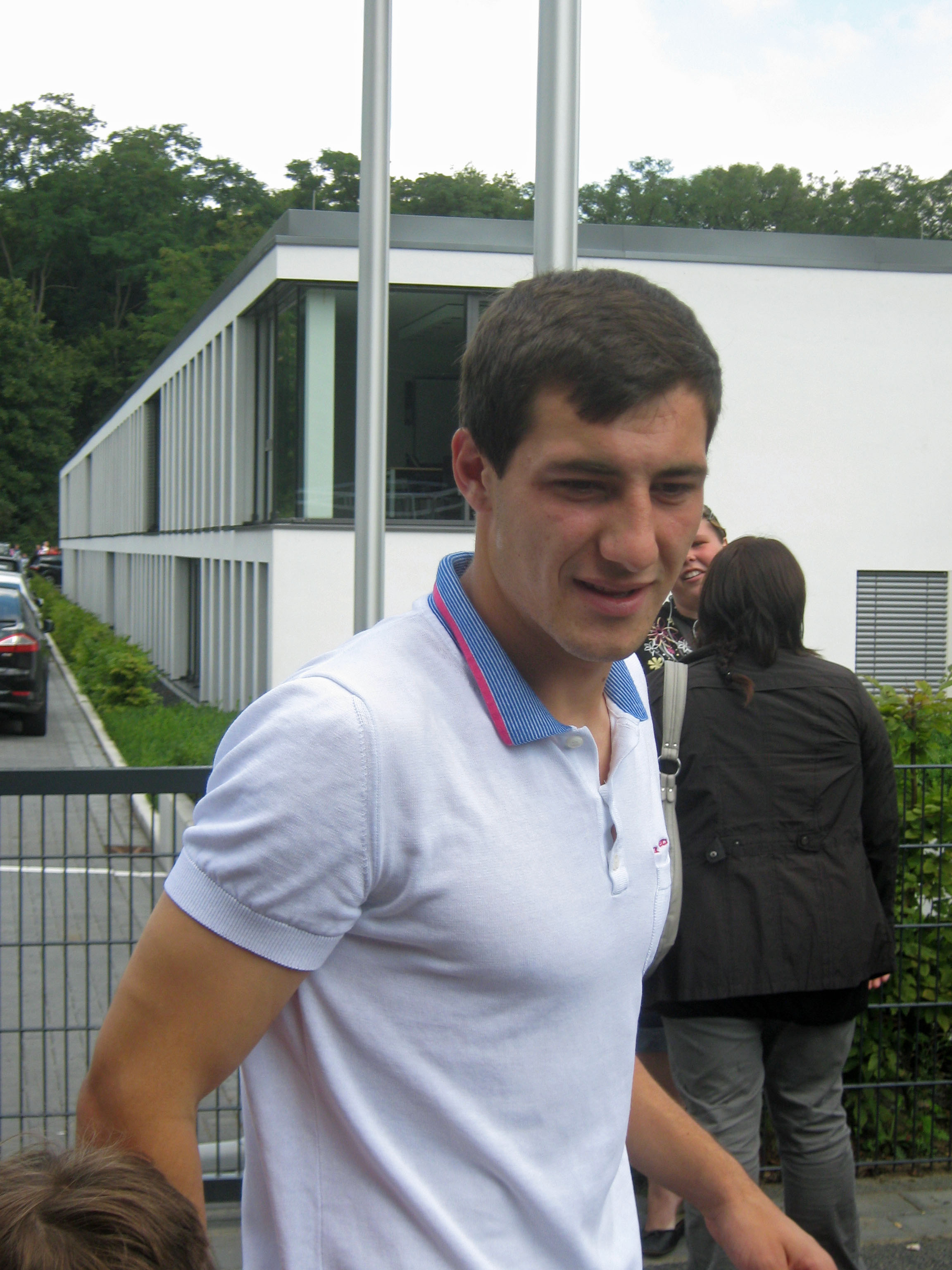
Mato Jajalo
geboren in 1988

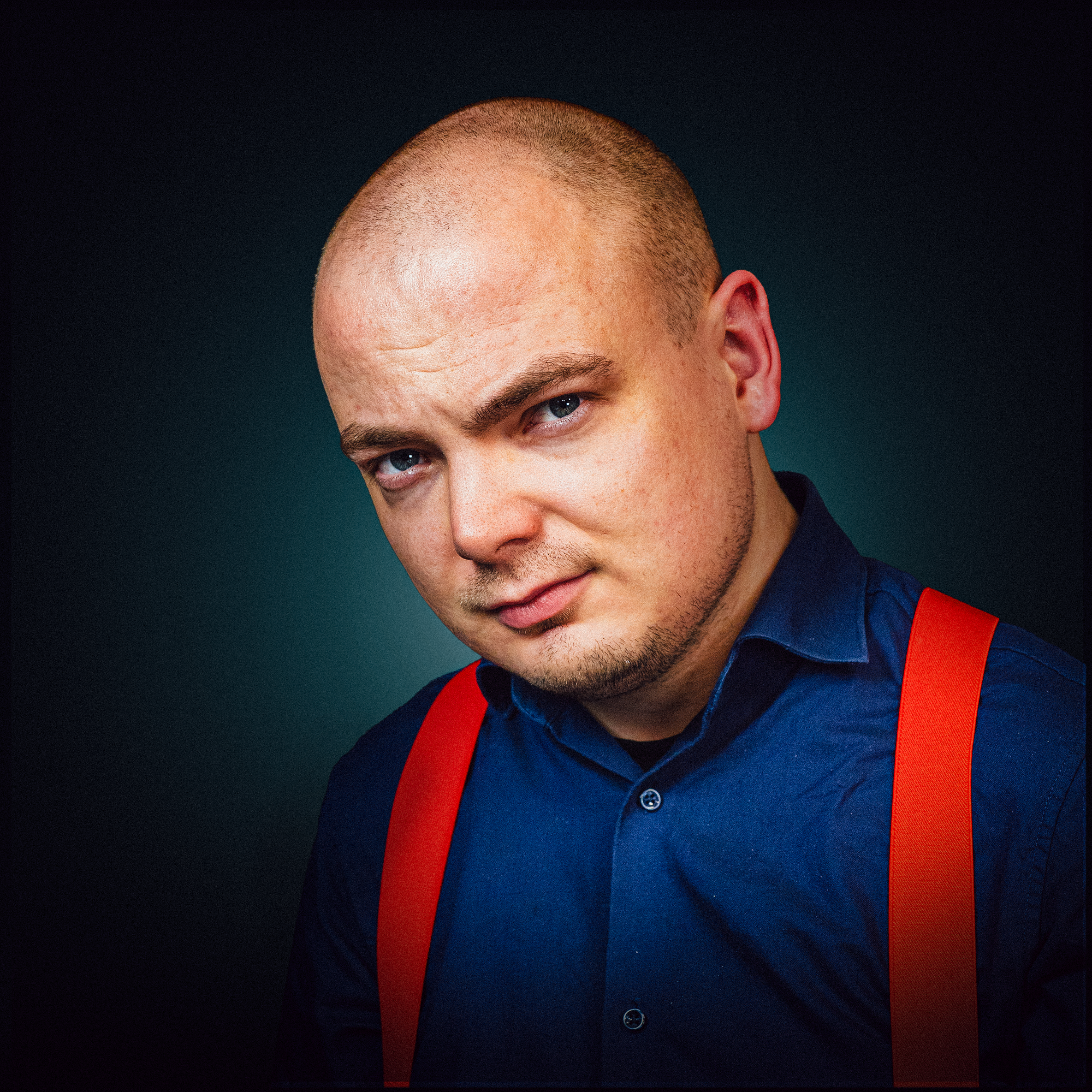
Sven van der Meulen
geboren in 1996

- 1803 - Ralph Waldo Emerson, Amerikaans schrijver en filosoof (overleden 1882)
- 1818 - Jacob Burckhardt, Zwitsers cultuur- en kunsthistoricus (overleden 1897)
- 1820 - Willem Jan Louis Verbeek, Nederlands arts en schaker (overleden 1888)
- 1826 - Danilo II, vorst van Montenegro (overleden 1860)
- 1865 - Pieter Zeeman, Nederlands natuurkundige en Nobelprijswinnaar (overleden 1943)
- 1875 - Jacob Johannes Otto, Nederlands ondernemer (overleden 1953)
- 1886 - Johannes Boelstra, Nederlands politiefunctionaris (overleden 1951)
- 1889 - Gilardo Gilardi, Argentijns componist (overleden 1963)
- 1889 - Sverre Jordan, Noors componist/dirigent (overleden 1972)
- 1889 - Igor Sikorsky, Russisch-Amerikaans luchtvaartpionier (overleden 1972)
- 1891 - Rinke Tolman, Nederlands veldbioloog en schrijver (overleden 1983)
- 1898 - Harry Broos, Nederlands atleet (overleden 1954)
- 1901 - Alex Asperslagh, Nederlands schilder, glazenier en keramist (overleden 1984)
- 1903 - Charles Spaak, Belgisch scenarioschrijver (overleden 1975)
- 1907 - Gregorio Zaide, Filipijns historicus (overleden 1986)
- 1908 - Theodore Roethke, Amerikaans dichter (overleden 1963)
- 1913 - Brownie Wise, Amerikaanse zakenvrouw (overleden 1992)
- 1914 - Yasuo Ikenaka, Japans atleet (overleden 1992)
- 1914 - Anita Magsaysay-Ho, Filipijns kunstschilderes (overleden 2012)
- 1914 - Wang Shixiang, Chinees kunst- en cultuurwetenschapper en dichter (overleden 2009)
- 1917 - Theodore Hesburgh, Amerikaans priester en universiteitsvoorzitter (overleden 2015)
- 1919 - Jo Teunissen-Waalboer, Nederlands atlete (overleden 1991)
- 1920 - Georges Bordonove, Frans geschiedkundige en schrijver (overleden 2007)
- 1920 - Arthur Wint, Jamaicaans atleet (overleden 1992)
- 1920 - Herman van Laer, Nederlands sportbestuurder (overleden 2005)
- 1921 - Kitty Kallen, Amerikaans zangeres (overleden 2016)
- 1921 - Jack Steinberger, Duits-Amerikaans natuurkundige en Nobelprijswinnaar (overleden 2020)
- 1922 - Enrico Berlinguer, Italiaans politicus (overleden 1984)
- 1922 - Kitty Kallen, Amerikaans zangeres (overleden 2016)
- 1924 - Marshall Allen, Amerikaans muzikant (freejazz en avant-garde)
- 1927 - Robert Ludlum, Amerikaans schrijver (overleden 2001)
- 1928 - Malcolm Glazer, Amerikaans zakenman en sportclubeigenaar (overleden 2014)
- 1928 - Frigyes Hidas, Hongaars componist (overleden 2007)
- 1928 - Lutgart Simoens, Belgisch radiopresentatrice (overleden 2020)
- 1929 - Beverly Sills, Amerikaans operazangeres (overleden 2007)
- 1930 - Sonia Rykiel, Frans modeontwerpster (overleden 2016)
- 1931 - Georgi Gretsjko, Sovjet-Russisch ruimtevaarder (overleden 2017)
- 1931 - Irwin Winkler, Amerikaans filmproducer/-regisseur
- 1932 - K.C. Jones, Amerikaans basketballer en coach (overleden 2020)
- 1933 - Daan de Groot, Nederlands wielrenner (overleden 1982)
- 1933 - Romuald Klim, Wit-Russisch kogelslingeraar (overleden 2011)
- 1934 - Rudy van Houten, Nederlands pianist en componist (overleden 2004)
- 1935 - Vic Millrose, Amerikaans songwriter en producer
- 1936 - Hans Croon, Nederlands voetballer en voetbalcoach (overleden 1985)
- 1936 - Tom Hall, Amerikaans zanger, songwriter en auteur (overleden 2021)
- 1938 - Raymond Carver, Amerikaans schrijver en dichter (overleden 1988)
- 1938 - Jules Hamel, Nederlands acteur
- 1939 - Ferdinand Bracke, Belgisch wielrenner
- 1939 - Dixie Carter, Amerikaans actrice (overleden 2010)
- 1939 - Mike Harris, Zuid-Afrikaans autocoureur (overleden 2021)
- 1939 - Ian McKellen, Brits acteur
- 1943 - Jessi Colter, Amerikaans countryzangeres en songwriter
- 1944 - Frank Oz, Brits poppenspeler en regisseur
- 1946 - Jean-Pierre Danguillaume, Frans wielrenner
- 1946 - Thomas Nordahl, Zweeds voetballer
- 1948 - Klaus Meine, Duits zanger
- 1948 - Bob Shearer, Australisch golfer (overleden 2022)
- 1949 - Marlies Cordia, Nederlands hoorspelregisseuse (overleden 2022)
- 1949 - Anne Van Rensbergen, Belgisch atlete
- 1950 - Jevgeni Koelikov, Russisch schaatser
- 1951 - Jean-Marie Aerts, Belgisch rockgitarist en producer (overleden 2024)
- 1951 - Krunoslav Hulak, Kroatisch schaker (overleden 2015)
- 1953 - Daniel Passarella, Argentijns voetballer
- 1953 - Gaetano Scirea, Italiaans voetballer (overleden 1989)
- 1954 - Hanneke Kappen, Nederlands presentatrice, columniste en zangeres
- 1955 - André Pakosie, Surinaams auteur
- 1955 - Connie Sellecca, Amerikaans actrice
- 1958 - Mariët Meester, Nederlands schrijfster
- 1958 - Paul Weller, Brits muzikant
- 1960 - Eric Heuvel, Nederlands striptekenaar
- 1960 - Benoît van Innis, Belgisch kunstenaar (overleden 2024)
- 1962 - John Larsen, Deens voetballer
- 1963 - Erik de Bruin, Nederlands atleet
- 1963 - Iñaki Gastón, Spaans wielrenner
- 1963 - Mike Myers, Canadees acteur
- 1963 - Frank Yu, Hongkongs autocoureur
- 1964 - Ray Stevenson, Brits acteur (overleden 2023)
- 1965 - Yahya Jammeh, Gambiaans militair en politicus
- 1965 - Roef Ragas, Nederlands acteur (overleden 2007)
- 1966 - Laurentien Brinkhorst, prinses van Oranje-Nassau
- 1966 - Andrew Fiscella, Amerikaans acteur
- 1966 - Dave Nonis, Canadees ijshockeyspeler
- 1967 - Bettina Berger, Nederlands actrice
- 1967 - Luc Nilis, Belgisch voetballer en voetbaltrainer
- 1968 - Karl Roy, Filipijns rockzanger (overleden 2012)
- 1969 - Anne Heche, Amerikaans actrice, filmregisseuse en scenarioschrijfster (overleden 2022)
- 1969 - Patrick Jonker, Nederlands-Australisch wielrenner
- 1969 - Gianluca Paparesta, Italiaans voetbalscheidsrechter
- 1970 - Kim Taek-soo, Zuid-Koreaans tafeltennisser
- 1970 - Peter Podlunšek, Sloveens piloot
- 1971 - Stefano Baldini, Italiaans atleet
- 1971 - Georg Totschnig, Oostenrijks wielrenner
- 1973 - Brandi Andres, Amerikaans actrice
- 1973 - Duncan Free Australisch roeier
- 1973 - Mikel Odriozola, Spaans snelwandelaar
- 1973 - Tomasz Zdebel, Duits-Pools voetballer
- 1974 - Lars Frölander, Zweeds zwemmer
- 1975 - Isabelle Adam, Belgisch zangeres
- 1975 - Lauryn Hill, Amerikaans hiphop-zangeres en actrice
- 1975 - Blaise Nkufo, Zwitsers-Congolees voetballer
- 1975 - Randall Simon, Nederlands honkballer
- 1976 - Stefan Holm, Zweeds atleet
- 1976 - Cillian Murphy, Iers acteur en muzikant
- 1976 - Magnus Pehrsson, Zweeds voetballer en voetbalcoach
- 1976 - Andy Selva, San Marinees voetballer
- 1976 - Ronald Hagen, Nederlands danceproducer
- 1976 - Sandra Nasić, Duits zangeres
- 1977 - Giel Beelen, Nederlands radiopresentator
- 1979 - Carlos Bocanegra, Amerikaans voetballer
- 1979 - Christian Nilsson, Zweeds golfer
- 1979 - Wim Van Huffel, Belgisch wielrenner
- 1979 - Frederik Van Lierde, Belgisch triatleet
- 1979 - Jonny Wilkinson, Engels rugbyer
- 1979 - Lin Xing, Chinees triatlete
- 1980 - Michel Breuer, Nederlands voetballer
- 1980 - Joey Guðjónsson, IJslands voetballer
- 1980 - Alex Hofmann, Duits motorcoureur
- 1980 - David Navarro, Spaans voetballer
- 1981 - Nawaf Al-Khaldi, Koeweits voetballer
- 1982 - Daniel Braaten, Noors voetballer
- 1982 - Roger Guerreiro, Braziliaans-Pools voetballer
- 1982 - Ezekiel Kemboi, Keniaans atleet
- 1982 - Irina Melesjina, Russisch atlete
- 1982 - Giandomenico Mesto, Italiaans voetballer
- 1982 - Natallja Michnevitsj, Wit-Russisch atlete
- 1982 - Ellen Petri, Miss België 2004
- 1983 - Daniel Albrecht, Zwitserse alpine skiër
- 1983 - Maurizio Ceresoli, Italiaans autocoureur
- 1984 - Rafa Cabrera Bello, Spaans golfer
- 1985 - Demba Ba, Senegalees-Frans voetballer
- 1985 - Tuğba Daşdemir, Turks alpineskiester
- 1985 - Pedro Morales, Chileens voetballer
- 1986 - Yoan Gouffran, Frans voetballer
- 1986 - Rok Marguč, Sloveens snowboarder
- 1986 - Branislaw Samojlaw, Wit-Russisch wielrenner
- 1986 - Geraint Thomas, Welsh wielrenner
- 1987 - Timothy Derijck, Belgisch voetballer
- 1987 - Kamil Stoch, Pools schansspringer
- 1988 - Cameron van der Burgh, Zuid-Afrikaans zwemmer
- 1988 - Mato Jajalo, Kroatisch voetballer
- 1988 - Anémone Marmottan, Frans alpineskiester
- 1988 - Paulien Timmer, Nederlands auteur
- 1989 - Esteve Rabat, Spaans motorcoureur
- 1990 - Erin Mielzynski, Canadees alpineskiester
- 1990 - Jamie Trenité, Nederlands presentator
- 1990 - Ludwig Volbeda, Nederlands illustrator, striptekenaar en beeldend kunstenaar
- 1991 - Geoffrey Castillion, Nederlands voetballer
- 1991 - Aleksej Fjodorov, Russisch atleet
- 1992 - Kendall Coyne, Amerikaans ijshockeyster
- 1993 - Virginia Kirchberger, Oostenrijks voetbalster
- 1993 - Timo Letschert, Nederlands voetballer
- 1993 - Nikolaj Martsenko, Russisch autocoureur
- 1994 - Hiroki Otsu, Japans autocoureur
- 1995 - Haris Alagic, Nederlands-Bosnisch singer-songwriter
- 1995 - Kingsley Ehizibue, Duits voetballer
- 1995 - Madeline Groves, Australisch zwemster
- 1995 - André Looij, Nederlands wielrenner
- 1996 - Sven van der Meulen, Nederlands journalist
- 1999 - Brec Bassinger, Amerikaans actrice
- 2001 - Niels Koolen, Nederlands autocoureur
- 2004 - Pedro Acosta, Spaans motorcoureur
- 2005 - Bella Sims, Amerikaans zwemster
- 2008 - Nikita Johnson, Amerikaans autocoureur

## Overleden

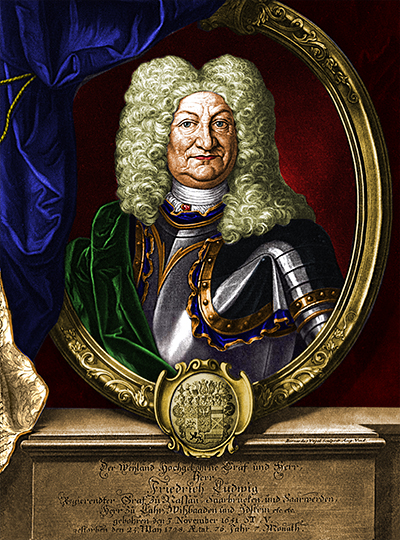
Frederik Lodewijk van Nassau-Ottweiler
overleden in 1728

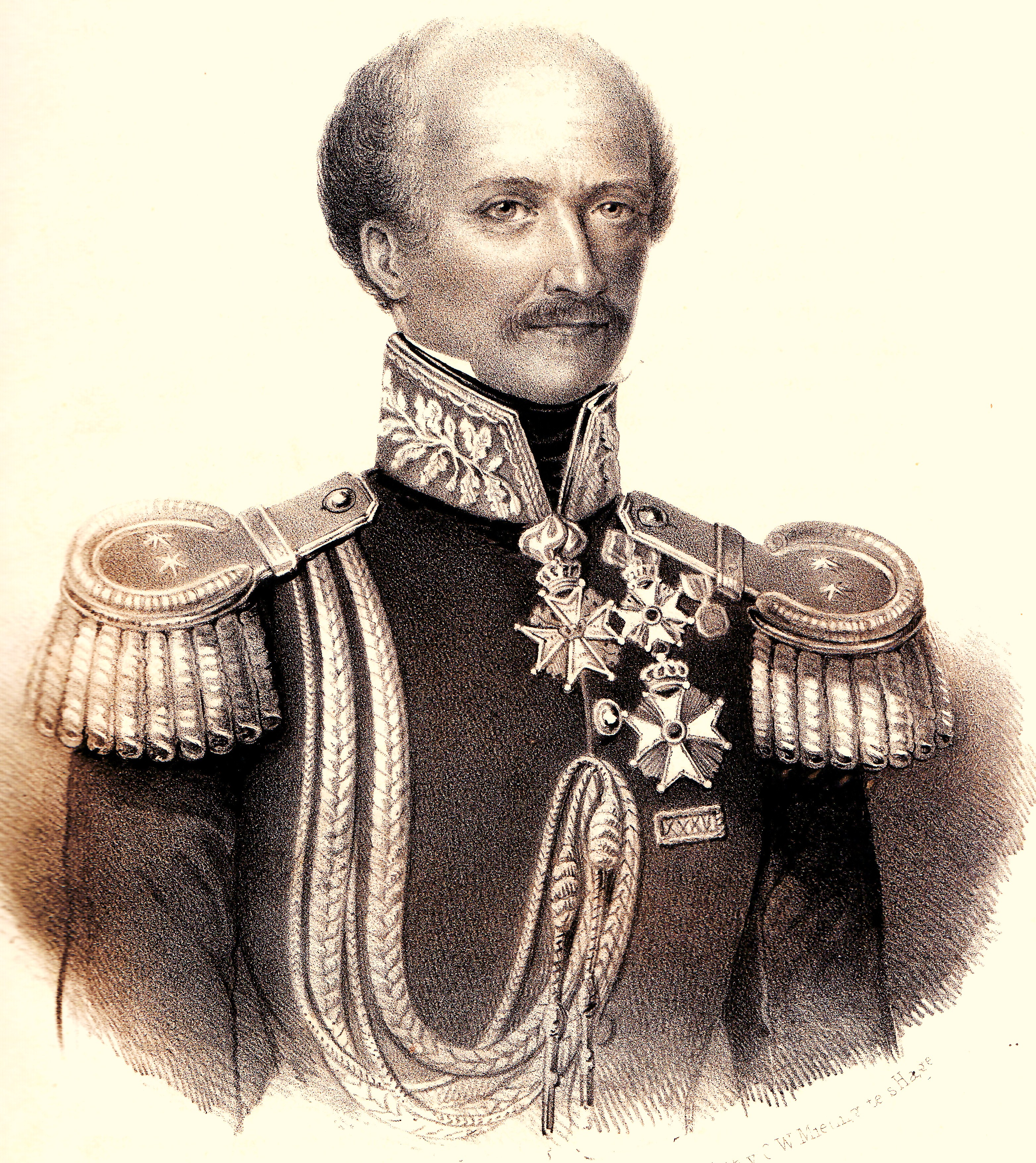
Andreas Victor Michiels
overleden in 1849

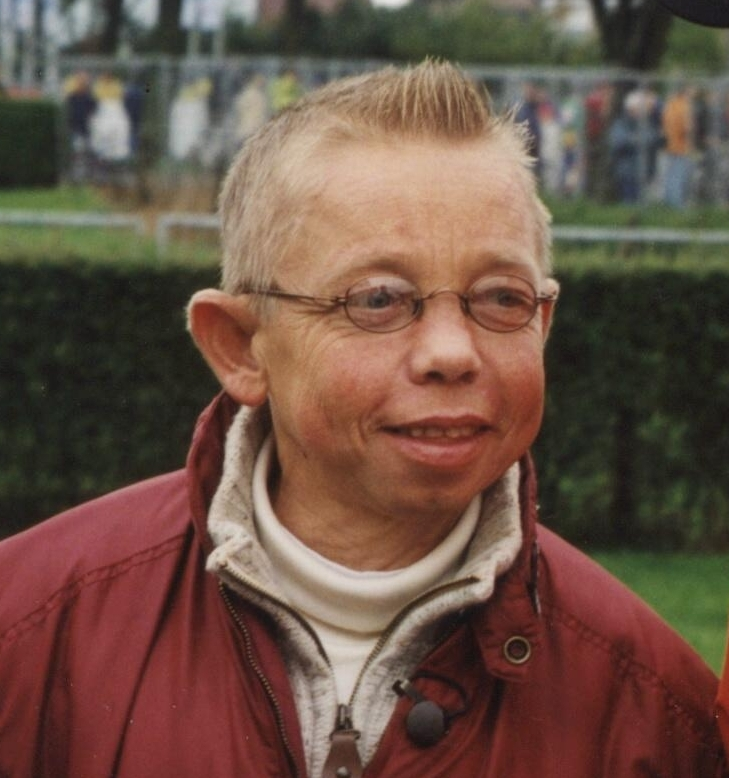
Bart de Graaff
overleden in 2002

- 615 - Bonifatius IV, paus van de Katholieke Kerk
- 641 - Constantijn III (29), keizer van Byzantium
- 735 - Bede (ong. 62), Engels historicus en monnik
- 1085 - Paus Gregorius VII (60)
- 1261 - Paus Alexander IV (±62)
- 1646 - Maria Ortiz (42), Braziliaans heldin
- 1728 - Frederik Lodewijk van Nassau-Ottweiler (76), graaf van Nassau-Ottweiler
- 1786 - Peter III van Portugal (68), koning van Portugal
- 1805 - William Paley (62), Brits filosoof
- 1849 - Andreas Victor Michiels (51), Nederlands generaal en commandant van het KNIL
- 1850 - Henricus Hosten (71), Belgisch politicus
- 1869 - Charles Fremantle (68), Brits marineofficier waarnaar de West-Australische havenstad Fremantle is vernoemd
- 1894 - Paulus Jan Bosch van Drakestein (69), commissaris van de Koning(in) van Noord-Brabant
- 1929 - Albéric Ruzette (62), Belgisch politicus en West-Vlaams gouverneur
- 1933 - Ignacio Villamor (70), Filipijns advocaat, rechter en bestuurder
- 1934 - Gustav Holst (59), Brits componist
- 1948 - Witold Pilecki (47), Pools beroepsmilitair en verzetsman
- 1949 - Simon Spoor (47), Nederlands generaal en commandant KNIL
- 1955 - Wardell Gray (34), Amerikaans saxofonist
- 1960 - Rafael el Gallo (77), Spaans torero
- 1968 - Georg von Küchler (86), Duits veldmaarschalk
- 1983 - Idris I van Libië (94), koning van Libië
- 1984 - Piet Ketting (78), Nederlands componist, pianist, dirigent en muziekcriticus
- 1992 - Endre Győrfi (72), Hongaars waterpolospeler
- 1992 - Philip Habib (72), Amerikaans diplomaat
- 1992 - Johan Polak (63), Nederlands uitgever
- 1993 - Buddhadasa (86), boeddhistische monnik en leraar
- 1993 - Laura Conti (72), Italiaans arts, politica en schrijfster
- 1993 - Rudolf Eckstein (78), Duits roeier
- 1993 - Flip Regout (77), Nederlands roeier
- 1993 - Horia Sima (86), Roemeens politicus
- 1994 - Dan-Ola Eckerman (31), Fins voetballer
- 1994 - Willi Eichhorn (85), Duits roeier
- 1994 - Bob Paverick (81), Belgisch voetballer
- 1994 - Robert Planel (86), Frans componist
- 1994 - Sonny Sharrock (53), Amerikaans jazzgitarist
- 1995 - Élie Bayol (81), Frans autocoureur
- 1999 - Horst Frank (69), Duits acteur
- 2000 - Vincent King (64), Brits schrijver
- 2001 - Ferry van Vliet (20), Nederlands voetballer
- 2002 - Bart de Graaff (35), Nederlands televisiepresentator, programmamaker, BNN oprichter en -voorzitter
- 2002 - Kees Vellekoop (61), Nederlands musicoloog en hoogleraar
- 2004 - Ethel Portnoy (77), Nederlands schrijfster
- 2005 - Ismail Merchant (68), Indiaas-Brits filmproducent
- 2005 - Ben Peters (71), Amerikaans componist van countrymuziek
- 2006 - Anton Cerer (90), Sloveens-Joegoslavisch zwemmer
- 2006 - Desmond Dekker (64), Jamaicaans componist en zanger
- 2008 - Rodolfo Carbone (79), Braziliaans voetballer
- 2009 - Tajudeen Abdul-Raheem (±48), Keniaans politiek activist
- 2009 - Haakon Lie (103), Noors politicus
- 2010 - Siphiwo Ntshebe (35), Zuid-Afrikaans tenor
- 2011 - Leonora Carrington (94), Brits-Mexicaans kunstenares en schrijfster
- 2011 - Miroslav Opsenica (29), Servisch voetballer
- 2011 - Rian de Waal (53), Nederlands pianist
- 2011 - Hans Wijnberg (88), Nederlands chemicus
- 2012 - Edoardo Mangiarotti (93), Italiaans schermer
- 2014 - Wojciech Jaruzelski (90), Pools generaal, politicus en president
- 2014 - Herb Jeffries (100), Amerikaans zanger en acteur
- 2014 - Washington César Santos (54), Braziliaans voetballer
- 2015 - Dien Cornelissen (91), Nederlands politica
- 2015 - Hugo Harrewijn (83), Nederlands politicus
- 2015 - Mary Ellen Mark (75), Amerikaans fotografe
- 2015 - Peter Schmidlin (67), Zwitsers jazz-drummer
- 2017 - Eva Estrada-Kalaw (96), Filipijns politica
- 2017 - Herman Gordijn (85), Nederlands beeldend kunstenaar
- 2017 - Frédérick Leboyer (98), Frans gynaecoloog, auteur en verloskundige
- 2017 - Ali Tanrıyar (103), Turks politicus
- 2018 - Piet Kee (90), Nederlands organist en componist
- 2020 - George Floyd (46), Amerikaans burger
- 2020 - Balbir Singh sr. (96), Indiaas hockeyer
- 2020 - Henri van Zanten (63), Nederlands kunstenaar
- 2021 - Krikor Bedros XX Ghabroyan (86), Syrisch katholikos-patriarch
- 2021 - Fons Teheux (87), Nederlands politicus
- 2021 - John Warner (94), Amerikaans politicus
- 2022 - Wies van Dongen (90), Nederlands wielrenner
- 2022 - Gijs de Lange (65), Nederlands acteur en regisseur
- 2022 - Tiny Legs Tim (Tim De Graeve) (44), Belgisch singer-songwriter en bluesgitarist
- 2023 - Jean-Louis Murat (Jean-Louis Bergheaud) (71), Frans zanger en songwriter
- 2024 - Klaas Dankert (82), Nederlands politicus
- 2024 - Albert S. Ruddy (94), Canadees-Amerikaans filmproducent
- 2024 - Richard Sherman (95), Amerikaans songwriter
- 2024 - Johnny Wactor (37), Amerikaans acteur
- 2025 - Simon House (76), Brits toetsenist en violist

## Viering/herdenking

Argentinië Dag v/d revolutie

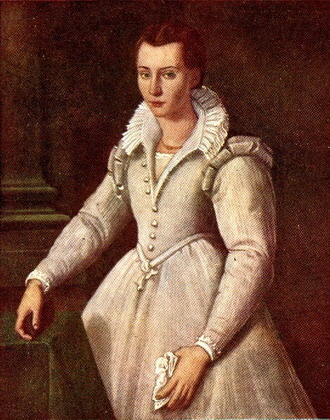
Heilige Maria Magdalena de’ Pazzi

- Internationale Dag van de Vermiste Kinderen (Child Focus)
- O.-H. Hemelvaart (Hemelvaartsdag) (1995 - 2006 - 2017 - 2028)
- Dag van de revolutie in Argentinië (1810)
- Onafhankelijkheidsdag Jordanië
- Afrikadag
- Rooms-katholieke kalender:
  - Heilige Beda († 735) - Vrije Gedachtenis
  - Heilige Gregorius VII († 1085) - Vrije Gedachtenis
  - Heilige Maria Magdalena de’ Pazzi († 1607) - Vrije Gedachtenis
  - Heilige (Marie-)Madeleine-Sofie Barat († 1865)
  - Heilige Zenobius van Florence († 417)
  - Heilige Dunchad (van Iona) († 716)
  - Heiligen Wor(h)a(r)d(us), Win(e)bald, Re(g)inhard en Gerwald van St-Bertin († 861)
  - Heilige Adelmus († c. 709)
  - Bisdom Groningen-Leeuwarden: verjaardag wijding kathedraal (1887) - Feest (Groningen-Leeuwarden)
- Internationale Dag van het Vermiste Kind
- Towel Day een jaarlijks evenement als eerbetoon aan de schrijver Douglas Adams

## Weerextremen

### Nederland
| | Officiële records | Officiële records | Officiële records |      | Landelijke records | Landelijke records | Landelijke records     |
| Gebeurtenis | Jaar              | Extreem           | Locatie           | Jaar | Extreem            | Locatie            |                        |
| --- | ----------------- | ----------------- | ----------------- | ---- | ------------------ | ------------------ | ---------------------- |
| Laagste etmaalgemiddelde temperatuur (°C) | 1962              | 8,0               | De Bilt           |      | 1962               | 6,6                | Maastricht             |
| Hoogste etmaalgemiddelde temperatuur (°C) | 1992              | 21,8              | De Bilt           |      | 1922               | 24,2               | Maastricht             |
| Laagste minimumtemperatuur (°C) | 1923              | 0,2               | De Bilt           |      | 1963               | −0,1               | Valkenburg (ZH)        |
| Hoogste minimumtemperatuur (°C) | 2018              | 15,9              | De Bilt           |      | 1920               | 18,3               | Vlissingen             |
| Laagste maximumtemperatuur (°C) | 1962              | 9,0               | De Bilt           |      | 1962               | 8,7                | Maastricht             |
| Hoogste maximumtemperatuur (°C) | 1989              | 29,6              | De Bilt           |      | 1922               | 30,4               | Maastricht             |
| Hoogste uurgemiddelde windsnelheid (m/s) | 1909              | 10,8              | De Bilt           |      | 1944               | 19,5               | Vlissingen             |
| Hoogste windstoot (m/s) | 1957              | 21,1              | De Bilt           |      | 2009               | 28,0               | Hoek van Holland       |
| Langste zonneschijnduur (uur) | 1902-1903         | 16,0              | De Bilt           |      | 1902-1903          | 16,0               | De Bilt                |
| Langste neerslagduur (uur) | 1956              | 16,1              | De Bilt           |      | 1983               | 22,0               | Maastricht             |
| Hoogste etmaalsom van de neerslag (mm) | 1995              | 37,2              | De Bilt           |      | 1995               | 44,5               | Leeuwarden             |
| Laagste etmaalgemiddelde relatieve vochtigheid (%) | 1915              | 42                | De Bilt           |      | 1939               | 37                 | Maastricht             |
| Laagste uurwaarde luchtdruk op zeeniveau (hPa) | 1967              | 991,6             | De Bilt           |      | 1967               | 985,0              | Maastricht             |
| Hoogste uurwaarde luchtdruk op zeeniveau (hPa) | 2020              | 1035,2            | De Bilt           |      | 2020               | 1035,5             | Hoogeveen, Voorschoten |
| Officiële records worden altijd gemeten op het KNMI-weerstation in De Bilt. Landelijke records kunnen worden gemeten op elk officieel KNMI-weerstation in Nederland. |                   |                   |                   |      |                    |                    |                        |

Uitzonderlijke gebeurtenissen
- 1940 - Eerste officiële zomerse dag van het jaar (maximumtemperatuur ≥ 25 °C in De Bilt)
- 1977 - Eerste officiële zomerse dag van het jaar (maximumtemperatuur ≥ 25 °C in De Bilt)
- 2009 - Eerste officiële zomerse dag van het jaar (maximumtemperatuur ≥ 25 °C in De Bilt)

### België
Dagrecords
- 1962 - Laagste etmaalgemiddelde temperatuur 7,1 °C
- 1922, 1953 - Hoogste etmaalgemiddelde temperatuur 22,7 °C
- 1923 - Laagste minimumtemperatuur 1,5 °C
- 1953 - Hoogste maximumtemperatuur 30 °C
- 1933 - Hoogste etmaalsom van de neerslag 37,9 mm

Uitzonderlijke gebeurtenissen
- 1937 - Maximumtemperatuur in Oostende tot 28,8 °C.
- 1964 - Tornado ontwortelt bomen in Antwerpen.
- 2009 - Tijdens onweersbuien vallen op verschillende plaatsen hagelstenen met een diameter van 4-6 cm.

<< · 1 · 2 · 3 · 4 · 5 · 6 · 7 · 8 · 9 · 10 · 11 · 12 · 13 · 14 · 15 · 16 · 17 · 18 · 19 · 20 · 21 · 22 · 23 · 24 · 25 · 26 · 27 · 28 · 29 · 30 · 31 · >>